# Kostomlatica
Kostomlatica (en serbe cyrillique : Костомлатица) est un village de Serbie situé dans la municipalité de Vladičin Han, district de Pčinja. Au recensement de 2011, il comptait 10 habitants.

## Démographie
| 1948 | 1953 | 1961 | 1971 | 1981 | 1991 | 2002 | 2011 |
| ---- | ---- | ---- | ---- | ---- | ---- | ---- | ---- |
| 203  | 203  | 176  | 186  | 72   | 34   | 22   | 10   |

|  |